# Pseudosalenia
Pseudosalenia is een geslacht van uitgestorven zee-egels uit de familie Hyposaleniidae.

## Soorten
- Pseudosalenia aspera (Agassiz) † Laat-Oxfordien en Tithonien van West-Europa.
- Pseudosalenia interpunctata Quenstedt, 1852 † Kimmeridgien, Europa.
- Pseudosalenia paquieri (Savin, 1902) † Aptien van Frankrijk.
- Pseudosalenia delgadoi De Loriol, 1887 † Laat-Albien - Cenomanien van Portugal.
- Pseudosalenia zumoffeni De Loriol † Cenomanian, Libanon.
- Pseudosalenia cuevasensis De Loriol † Cenomanian, Honduras.